# Heilig-Geist-Kirche (Danzig)

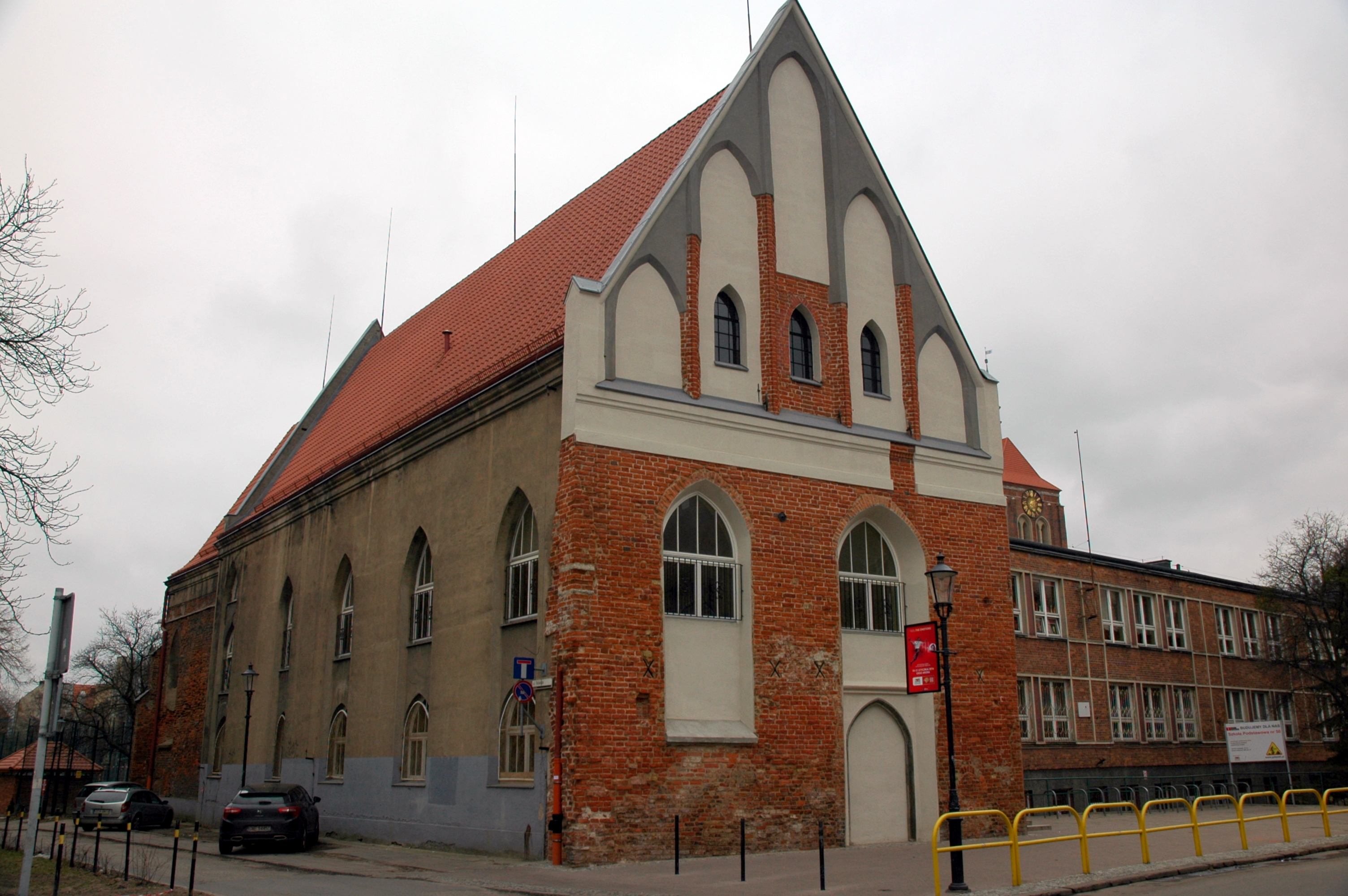
Heilig-Geist-Kirche

Die Heilig-Geist-Kirche (polnisch Kościół Świętego Ducha) ist eine profanierte Kirche in Danzig. Sie wurde im 14./15. Jahrhundert erbaut und 1945 teilweise zerstört. Sie gehört jetzt zu einer Schule.

## Lage
Die Heilig-Geist-Kirche befindet sich in der ulica Grobla IV (Damm IV) in der Rechtstadt. Sie gehörte zum Heiligen-Geist-Hospital und lag im Mittelalter an der Stadtmauer.

## Geschichte

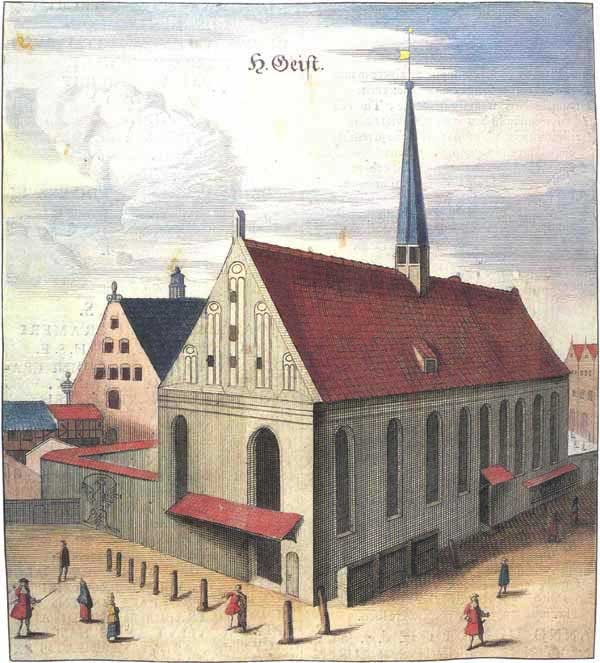
Heilig-Geist-Kirche 1648

Ein Heilig-Geist-Hospital mit Kirche gab es bereits im 13. Jahrhundert in der Stadt mit Stadtrecht. Es war das älteste Danzigs. In dieser Zeit lag es wahrscheinlich bereits an der Heilige-Geist-Gasse zwischen Ziegengasse und Karrmachergasse. Die älteste Erwähnung für diesen Standort ist von 1336 erhalten (platea sancti spiriti, = Gasse zum heiligen Geist). 1357 wurde das Hospital in die Tobiasgasse verlegt, wo es seitdem bestand. Es war für die Beherbergung Kranker, Waisen, Witwen und Reisender eingerichtet. Das Hospital besaß einige Dörfer und Grundstücke und gehörte zu den vermögendsten Sozialeinrichtungen der Stadt.
1557 wurden Hospital und Kirche evangelisch. 1840 wurden beide geschlossen und der Besitz des Hospitals verkauft. Seit etwa 1853 wurde die Kirche von der neuen altlutherischen Gemeinde genutzt. Die Gebäude des Hospitals wurden zu Wohnungen.
1945 wurden der Turm und der Westteil der Kirche schwer beschädigt, der Ostteil blieb weitgehend erhalten. Von 1953 bis 1957 erfolgte der Wiederaufbau.
Das Gebäude ist jetzt Teil einer Grundschule (Szkoła podstawowa).

## Architektur
Die Heilig-Geist-Kirche ist im Kern ein spätgotischer Saalbau mit eingezogenem Chor. Dieser ist die ursprüngliche Kapelle aus dem späten 14. Jahrhundert, an die im frühen 15. Jahrhundert die Kirche angebaut wurde. Von den späteren Umbauten ist kaum etwas erhalten.
In der Innenausstattung gibt es keine sakralen Gegenstände mehr, sie ist für die Benutzung der Schule eingerichtet.